# Lena Emilsson
Signe Elsa Lena Emilsson, född 26 maj 1957 i Saltsjöbaden, är en svensk socialdemokratisk politiker.
Emilsson är bosatt i Eslöv och har arbetat som tulltjänsteman på Tullverkets brottsbekämpning i Malmö. Hon är ordförande i barn- och familjenämnden i Eslövs kommun och är invald som riksdagsledamot sedan riksdagsvalet 2014.